# Glaucolepis saturejae
Glaucolepis saturejae is een vlinder van de familie van de dwergmineermotten (Nepticulidae). De wetenschappelijke naam is voor het eerst voorgesteld als Stigmella saturejae door Umberto Parenti in een publicatie uit 1963.

## Verspreiding
De soort komt voor in Frankrijk (vasteland en Corsica), Spanje, Italië (vasteland en Sicilië), Kroatië en Griekenland.

## Waardplant
De rups leeft op Clinopodium menthifolium en Calamintha nepeta (Lamiaceae) en maakt een gangmijn, meestal beginnend aan de onderkant van het blad en via de bladsteel eindigend in de stengelschors.